# Mika Yamamoto
Pour les articles homonymes, voir Yamamoto.
Mika Yamamoto (山本 美香, Yamamoto Mika) née le 26 mai 1967 à Tsuru (Japon), et morte le 20 août 2012 à Alep (Syrie), est une journaliste japonaise. Elle est tuée le 20 août 2012 alors qu'elle couvre la guerre civile, à Alep, en Syrie.
Elle est la première personne d'origine japonaise et la quatrième journaliste étrangère tuée au cours du conflit syrien, qui a débuté en mars 2011. En 2012, elle est la quinzième journaliste tuée dans ce conflit.
Mika Yamamoto a reçu au cours de sa carrière le prestigieux prix du Vaughn-Uyeda Memorial des éditeurs de journaux et de l'association des éditeurs japonais, pour son travail sur la guerre d'Irak en 2004.

## Jeunesse et éducation
Yamamoto est née à Tsuru, une ville de la Préfecture de Yamanashi, le 26 mai 1967. Elle avait deux sœurs, et son père, Koji Yamamoto, est un ancien journaliste du Asahi Shimbun. Elle est diplômée de l'Université de Tsuru.

## Carrière dans le journalisme
Yamamoto commence sa carrière en 1990 comme journaliste à Asahi Newstar, une chaine de télévision satellite de TV Asahi, puis devient directrice de la section documentaires et nouveaux programmes de la chaîne, tout en poursuivant sa carrière dans le journalisme,. Elle quitte la chaine en 1995 pour rejoindre le groupe de médias indépendants Japan Press, basé à Tokyo, où elle produit des documentaires et réalise des reportages principalement centrés sur la situation au Moyen-Orient et dans l'Asie du Sud-Est,,. Connue pour son utilisation de la caméra au poing, et pour réaliser elle-même ses documentaires Elle est employée comme correspondante pour Japan Press dans différents secteurs, comme le Kosovo, la Bosnie, la Tchétchénie, l'Indonésie, l'Afghanistan en 2001, l'Irak en 2003, ou encore l'Ouganda,,. Elle a notamment travaillé sur la condition des femmes à Kaboul, et a interviewé de nombreux membres des Talibans en Afghanistan,. Elle travaille aussi comme correspondante spéciale pour Nippon TV en Irak. Elle échappe à un bombardement de la coalition sur le Palestine Hotel de Bagdad le 3 avril 2003, dans lequel deux journalistes de Reuters et un reporter espagnol sont tués,. Elle devient ensuite présentatrice de Today by NNN (「NNNきょうの出来事」, NNN Kyo no Dekigoto) en 2003 et 2004, et reçoit le prix du Vaughn-Uyeda Memorial des éditeurs de Journaux et de l'association des éditeurs japonais pour sa couverture de la guerre d'Irak. Elle intervient aussi à l'université de journalisme de Waseda et à l'université de Tsuru, où elle a été formée,. Elle y traite des effets de la guerre sur les citoyens et du rôle des journalistes en temps de guerre. Après le séisme sur la côte Pacifique du Tōhoku, le 11 mars 2011, Elle travaille dans les zones touchées pour témoigner des dégâts. En novembre 2011, elle intègre une équipe gouvernementale pour réduire les dépenses du pouvoir japonais. Elle est envoyée en Syrie par Nippon TV pour couvrir la guerre civile, et plus particulièrement l'impact du conflit sur la vie de la population syrienne, quand elle est tuée par balles à Alep,,.

## Mort
Mika Yamamoto et son collègue et petit ami Kazutaka Sato, photojournaliste japonais, voyageaient avec des combattants de l'Armée syrienne libre, quand ils ont été attaqués dans la ville d'Alep,,. Elle est gravement blessée dans le quartier Suleiman al Halabi lors d'un affrontement entre des soldats de l'opposition syrienne et d'autres des forces pro-gouvernementales, le 20 août 2012,. Kazutaka Sato a ensuite rapporté le fait que c'est au moment où des troupes du régime d'Assad ont commencé à tirer au hasard dans les effectifs de l'opposition qu'elle a été mortellement blessée. Elle meurt dans un hôpital après avoir été atteinte à la nuque par des tirs,, tandis qu'un combattant rebelle avance qu'elle a été tuée lors de bombardements des forces pro-gouvernementales. Masaru Sato, un porte-parole du ministère des affaires étrangères de Tokyo confirme sa mort le 20 août 2012.
L'autopsie révèle qu'Yamamoto a subi un traumatisme causé par des blessures par balle au niveau de son cou et de son torse, et ce malgré le fait qu'elle portait une protection pare-balles. Elle stipule que la principale cause de sa mort est une hémorragie interne couplée avec une rapide perte de sang, qu'elle avait été touchée par neuf tirs, et que le tir mortel qui l'a atteinte au cou a directement endommagé sa moelle épinière,.
Son corps a été restitué par des membres de la Liwa Asifat al Shamal, l'un des groupes rattachés à l'Armée syrienne libre, à des officiels japonais du consulat à Kilis, au sud de la Turquie, à 1h du matin, le 21 août 2012,,.
Son corps est parti de Kilis pour Istanbul le 23 août 2012. Ses deux sœurs et son neveu ont fait le trajet jusqu'à cette ville et ont accompagné le rapatriement de son corps au Japon, le 25 août. Ses funérailles ont lieu à Tsuru, sa ville natale, le 27 août, en présence d'environ 800 personnes.

## Réactions
Le directeur exécutif du Comité pour la protection des Journalistes, Joel Simon, a exprimé sa tristesse et envoyé ses condoléances à la famille de Mika Yamamoto et ses amis. Le 22 août, le Ministre japonais des Affaires étrangères Kōichirō Gemba a déclaré que la mort de Yamamoto était tragique, et a exprimé ses condoléances à la famille. Le Ministère français des Affaires étrangères a publié un communiqué de condoléances lors d'un point presse, le 21 août. Ce même jour, la porte-parole du département d'état américain Victoria Nuland a condamné le meurtre de Yamamoto par les forces gouvernementales syriennes et a publié un communiqué de condoléances.

## Hommage
Le 10 octobre 2012, les étudiants de l'Université Waseda, où Mika Yamamoto a enseigné pendant quatre ans, ont organisé une commémoration en sa mémoire. La cérémonie comportait un film retraçant son parcours et des témoignages de ses proches.